# Urodynamische Untersuchung
Die Urodynamik ist eine Untersuchungsmethode, bei der mit Hilfe von Drucksonden und Elektroden die Funktionsweise der Harnblase untersucht wird (Blasendruckmessung). Sie wird in der Urologie und Kinderurologie angewandt. Nach einer anderen Definition ist die Urodynamik „die Lehre von Harntransport und Harnentleerung.“

## Indikation
Die Indikation zur urodynamischen Untersuchung besteht, wenn Anamnese sowie klinische und morphologische Befunde eine Funktionsstörung des unteren Harntrakts vermuten lassen und wenn von ihr wesentliche Erkenntnisse für das therapeutische Vorgehen zu erwarten sind.

## Untersuchungsablauf
Bei der Untersuchung werden je ein spezieller Druckmess-Katheter in die Blase und in den Enddarm eingeführt. Nach initialer Entleerung der Blase wird diese anschließend durch den Katheter mit körperwarmer Infusionslösung gefüllt und gleichzeitig wird durch einen zweiten Kanal der Druck innerhalb der Blase gemessen. Der zweite Drucksensor, der in den Anus eingeführt wird, misst den Druck, der von außen auf die Blase einwirkt, z. B. wenn der Patient presst oder hustet. Dadurch kann der Druckunterschied zwischen Blase und Bauchhöhle ermittelt werden. Die Aktivität der Beckenbodenmuskulatur, wozu auch der Blasenschließmuskel gehört, wird durch drei Klebe- oder Nadelelektroden gemessen. Bei Standard-Untersuchungen an Erwachsenen und Kindern sollen hierfür nur Klebeelektroden verwendet werden.
Kann der Patient ausreichend sitzen, findet die Untersuchung auf einem speziellen Toilettenstuhl oder auf einem urologischen bzw. gynäkologischen Untersuchungsstuhl statt. Auf dem Stuhl wird durch einen Auffangmechanismus, der sich darunter befindet, gemessen, ob und wie viel Urin der Patient bei der Blasenfüllung unwillkürlich verliert und wie viel Urin bei der abschließenden Blasenentleerung abgegeben wird.

## Video-Urodynamik
Bei der sogenannten Video-Urodynamik-Untersuchung (obligat bei Querschnittslähmungs-Patienten) wird bei der Füllung der Harnblase Röntgenkontrastmittel verwendet und es kann zeitgleich mit der urodynamischen Messung eine Miktionszystographie durchgeführt werden, wenn eine Röntgen-Untersuchungs-Einheit zur Verfügung steht (Kontrastmittelröntgen der Harnblase, Ausscheidungsurographie, Urographie, früher Urografin-Test).
Nach einer neueren Definition ist die Video-Urodynamik eine Kombination aus der Ausscheidungs-Zystourethrographie und der elektromyographischen Blasendruckmessung. Sie gilt als Goldstandard für die Beurteilung einer neurogenen Blase in der Pädiatrie. Die Untersuchung ist schmerzhaft. Sie dauert abhängig vom Umfang der durchgeführten Verfahren und von der Kapazität der Blase zwischen 30 Minuten und einer Stunde.

## Auswertung
Die gesamten Messwerte werden kontinuierlich dokumentiert und aufgezeichnet. Die so erhaltenen Druck- und Flusskurven werden mit Unterstützung von Computersystemen vom Untersucher ausgewertet und interpretiert.
Folgende Messungen werden beschrieben:
- Zystomanometrie (Messung des intravesikalen Drucks während der Blasenfüllung)
- Zystomanometrie unter Miktion
- Harnflussmessung
- Elektromyographie des Beckenbodens
- Videourodynamik
- Urethradruckprofil (Sphinktermanometrie)

Die Blasendruckmessung dient zur Beurteilung
- der Blasendehnbarkeit (Compliance),
- der sogenannten zystometrischen Blasenkapazität,
- der Sensitivität und
- der Detrusoraktivität während der Füllungsphase und während der Entleerungsphase.

## Diagnostische Aussagen
Mit dieser Untersuchungstechnik lassen sich die verschiedenen Blasenfunktionsstörungen wie Harninkontinenz, überaktive Blase und unteraktive Blase, neurogene Blasenstörungen und so weiter unterscheiden und in Schweregrade einteilen. Außerdem dient die korrespondierende Röntgen-Untersuchung (MCU) der morphologischen Darstellung des unteren Harntraktes und zum Nachweis oder zum Ausschluss eines vesikorenalen Refluxes. Die Untersuchungstechnik wird benötigt, wenn nicht-invasive Untersuchungen wie die Uroflowmetrie die Ursache einer Blasenfunktionsstörung nicht zweifelsfrei klären können. Aber auch insbesondere zur Diagnostik und zur Kontrolle der neurogenen Blase sind regelmäßige urodynamische Untersuchungen indiziert.

## Geschichte
Früher sprach man diesbezüglich von einer Urorhythmographie beziehungsweise von einer Urokymographie. Ein Kymograph ist ein Druckmesser.
Die Video-Urodynamik wurde 1964 von Earl R. Miller in die Medizin eingeführt.

## Weblink
- Online Lehrbuch der Urologie: Kapitel Urodynamik mit Messbeispielen